# Мистерия-буфф (мультфильм)
«Мистерия-Буфф» — советский полнометражный мультипликационный фильм созданным режиссёром Давидом Черкасским на студии «Киевнаучфильм» в 1969 году.   

## Создатели
- Автор сценария — Роберт Виккеррс
- Режиссёр — Давид Черкасский
- Художники-постановщики — Радна Сахалтуев, Иван Будз
- Композитор — Георгий Фиртич
- Операторы — Григорий Островский, Сергей Никифоров
- Редактор — Тадеуш Павленко
- Консультант — Александр Февральский
- Звукооператор — Игорь Погон
- Художники-мультипликаторы: Наталья Марченкова, Яна Вольская, Александр Лавров, Евгений Сивокинь, Давид Черкасский
- Ассистенты режиссёра: Т. Швец, В. Таранова
- Ассистенты-художника-постановщика:  Е. Щепкина, О. Радковский, А. Каленюк
- Директоры картины: С. Эпштейн, Иван Мазепа

## Роли озвучивали
- Василий Краснощеков,
- Валентин Беляев,
- Юрий Медведев,
- Зоя Пыльнова  — Из театра голоса / Купеческий дирижёр
- Владимир Федотов,
- Зинаида Славина,
- Юрий Смирнов,
- Виталий Шаповалов — Офицер
- Евгений Лисконог,
- Владимир Пасынков,
- Валерий Золотухин — революционеры
- Феликс Антипов,
- Готлиб Ронинсон — Аристократ
- Иван Бортник — Интеллигент / Купец / Капиталист
- Всеволод Соболев,
- Аида Чернова